# XM214 Microgun
 (janvier 2021).
Si vous disposez d'ouvrages ou d'articles de référence ou si vous connaissez des sites web de qualité traitant du thème abordé ici, merci de compléter l'article en donnant les références utiles à sa vérifiabilité et en les liant à la section « Notes et références ».

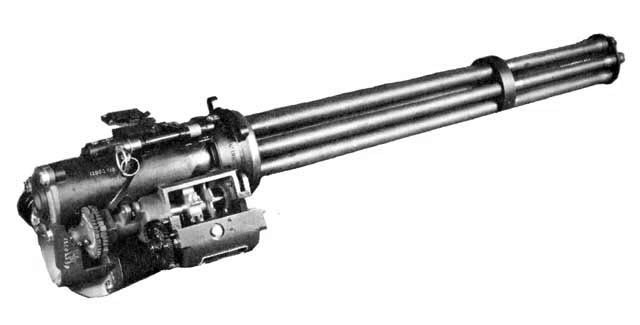
XM214 microgun

Le XM214 Microgun est une mitrailleuse multitube (Gatling) conçue à la fin des années 1970 par General Electric pour être montée sur des aéronefs et véhicules légers et pour être montée sur un trépied pour l'infanterie. Il a été conçu sur base du M134 Minigun, qui a connu un grand succès. Ses défauts ont conduit à l'abandon du projet avant la production en série,.

## Utilisation
Le poids des munitions ou de la batterie ne permet pas l'utilisation mobile de la mitrailleuse XM214 « Microgun ». Elle pèse, en ordre de combat (arme, batterie, trépied et 1000 cartouches), 38,6 kilogrammes. Cela rend impossible la tenue de l'arme ou la visée. Toutefois, il est possible qu'un homme porte l'arme et un autre l'affût fixe, les deux parties étant assemblées lors de l'arrivée sur la position de tir[réf. souhaitée].
En comparaison, la Browning M2, mitrailleuse encore utilisée dans certaines armées par l'infanterie, pèse de 30 à 45 kg, non chargée (selon la longueur du canon et la matière de la carcasse, qui peut être en acier, aluminium, alliage léger ou titane). Il faut y ajouter les 17 kg des cartouches (bande standard de 105 cartouches) et les 20 kg du trépied d'infanterie modèle M3. Ainsi, la masse de l'arme en ordre de combat est, au minimum, de 67 kg. Les servants portent donc chacun un ou plusieurs éléments et l'arme est montée sur place.
En revanche, lors de l'utilisation du microgun à main nue, le recul n'est généralement pas problématique. Pesant cinq à six fois plus qu'un fusil d'assaut, le recul est alors corollairement cinq à six fois moins important. Le fort recul induit par la cadence de tir très élevée de l'arme peut être compensé par une augmentation de poids du trépied, rendue possible par le gain de poids de 30 kg pour le XM214 par rapport à une Browning M2[réf. souhaitée].
Le recul peut aussi être réduit par une baisse de la cadence de tir grâce au moteur électrique à réglage électronique. Ainsi, une cadence de 3 000 coups par minute, soit moins d'un tiers de la cadence maximale de l'arme, réduit deux tiers le recul perçu par l'utilisateur. En comparaison, la MG42 allemande (1 200 à 1 800 coups par minute, qui pèse 13 à 15 kg) pouvait être utilisée à bras francs avec son boitier chargeur de 250 cartouches. Le XM214 microgun, d'un poids et d'une taille équivalent, est donc lui aussi utilisable à bras francs, à condition d'utiliser une cadence de tir « raisonnable » et de trouver une solution pour limiter le poids de la batterie et des munitions.

## Limites du concept
Néanmoins, le projet a été abandonné pour plusieurs raisons :
Tout d'abord, le problème de la consommation en munitions, même si la cadence peut être réglée, elle reste trop importante. En effet, les utilisateurs doivent emporter plusieurs milliers de cartouches pour conserver sa cadence de tir, le rare avantage de cette arme. Dans la pratique, il est préférable d'utiliser une mitrailleuse mono canon classique (MG3 1 500 coups par minute, M240 jusqu'à 1 200 coups par minute)[réf. souhaitée].
Ensuite, le projet s'est montré peu pertinent dans le contexte actuel du combat puisqu'il n'apportait rien à l'infanterie : une mitrailleuse en 5,56 × 45 mm OTAN est censée être une mitrailleuse légère (un « fusil mitrailleur »). On se retrouve donc avec une arme aux capacités équivalentes à une mitrailleuse légère, mais d'un poids et d'un encombrement semblables à ceux d'une mitrailleuse lourde. Ainsi, le concept de mitrailleuse lourde d'infanterie, portée par plusieurs hommes et montée sur le lieu du combat, comme c'est encore aujourd'hui le cas avec la Browning M2, n'est plus pertinent. Peu d'armées l'utilisent donc du fait du développement de fusils mitrailleurs ou mitrailleuses polyvalentes de poids respectable (FN M249, HK MG4, FN MAG, etc.). Remettre en place cet usage avec la XM214 équivaudrait à utiliser une nouvelle technologie avec des techniques archaïques. Ainsi, le programme a été abandonné au profit d'une conception classique : armes à canon unique "monocanon" pour l'infanterie, et armes multitubes pour les appareils et véhicules[réf. souhaitée].
De plus, son calibre OTAN de 5,56mm, un peu trop léger pour être monté sur des véhicules l'a déclassé par rapport au M134 « minigun » en 7,62 OTAN, plus puissant et polyvalent (munitions perforantes contre les blindages légers, munitions explosives plus rentables qu'en 5,56). La M314 peut atteindre une cible à plus de deux kilomètres ou attaquer un engin légèrement blindé, mais pas le XM214, dont le calibre n'est pas assez puissant. Les mitrailleuses multitubes de sabord des hélicoptères ou de toit des véhicules terrestres comme les M134 minigun sont donc privilégiés par les armées.
Par conséquent, Le XM214 Microgun est resté une arme expérimentale dont la production fut très limitée[réf. souhaitée].

## Promotion et réception
La capacité de tirer la munition de 5,56mm utilisée par le fusil M16 était le principal argument de vente de la Microgun, avec la capacité de neutraliser un grand nombre d'ennemis. Avec une arme à tir rapide utilisant des munitions de fusil standard, l'armée américaine et l'armée de l'air américaine ont manifesté un intérêt pour l'utilisation de la XM214 sur des avions, des hélicoptères et des véhicules blindés. La Microgun plus petite et plus légère pouvait remplacer la Minigun sur les avions de combat lourdement armés et les hélicoptères d'attaque, libérant de l'espace pour les munitions, l'équipement, voire davantage d'armes. Certains petits avions incapables de gérer les plus grandes Miniguns pouvaient recevoir la XM214 dans un pod de 300 livres (136 kg). General Electric a présenté l'arme à l'US Navy pour une utilisation sur les embarcations fluviales. Les ingénieurs de l'entreprise ont proposé de nombreuses configurations de montage, notamment des portes ouvertes, dans les ailes ou le nez d'un avion, en plaçant une demi-douzaine de canons dans une soute à bombes modifiée, voire dans des tourelles d'un réseau de défense automatisé. Cependant, la caractéristique saillante de la Microgun utilisant des munitions de 5,56 mm a également été sa chute. Pour les artilleurs d'aéronefs, la précision était moindre à grande vitesse, et la portée, comparée à la Minigun de 7,62 mm, était limitée. General Electric a tenté de recentrer ses efforts en faisant de la Microgun une arme d'infanterie, mais l'armée n'a montré aucun intérêt.

## Fiche technique
- Type : Mitrailleuse[1]
- Concepteur : General Electric[1],[9],[10]
- Pays : États-Unis[10]

- Calibre : 5,56 × 45 mm OTAN
- Cadence de tir : de 400 à 6 000 coups par minute[1].
- Portée efficace :800[11] - 2000 mètres[4]
- Capacité du chargeur : 500 cartouches × 2[1],[9],[12].
- Longueur : 732 mm[1].
- Poids à vide : Le canon seul pèse 10,2 kg[1].
- Masse totale en ordre de combat : Comprenant le trépied, l'unité de batterie intégrée, la goulotte d'alimentation et 1000 munitions dans un conteneur, est de 38,6 kg[1].